# 少尉 (恆星)
少尉(天龍座κ)也称紫微右垣二,是一顆位於天龍座的藍巨星，他的固有名稱是Ketu，意思是龍尾，但卻很少被使用。在吠陀（古印度的星占學）的月球週期中是月球最南的結點。
在城市燈光下，視星等3.88等的天龍座κ星幾乎無法用裸眼直接看見，但無論如何，他還是一顆很有份量的恆星，質量大約是太陽的5倍，真實的亮度是1,400倍，只因為距離地球490光年遠而只是勉強可見並顯得昏暗。
天龍座κ星目前可能正進入紅巨星的階段，在核心 氫的供應正在枯竭。在未來的數千年中，這顆星將開始膨脹，從地球看會變得更為明亮，但因表面溫度更低而更偏紅。
現在這顆星的位置在赤緯+69°47'18"，赤經12h33m29.0s（曆元J2000.0），但因歲差變化，約西元前1,793年至西元前1,000年之間，他是肉眼能見的最靠近北極的恆星。不過因為他的光度過於黯淡，當時的北極星頭銜被帝星（小熊座β）所取代。